# 5142 Okutama
5142 Okutama eller 1990 YD är en asteroid i huvudbältet som upptäcktes den 18 december 1990 av de båda japanska astronomerna Tsutomu Hioki och Shuji Hayakawa vid Okutama-observatoriet. Den är uppkallad efter Okutama-observatoriet.
Asteroiden har en diameter på ungefär 6 kilometer.